# تیبو ژاکل
تیبو ژاکل (انگلیسی: Thibaut Jacquel؛ زادهٔ ۱۳ مارس ۱۹۹۷) بازیکن فوتبال است.